# 维加斯德尔赫尼尔
维加斯德尔赫尼尔（西班牙語：Vegas del Genil）是西班牙安达卢西亚自治区格拉纳达省的一个市镇。总面积14平方公里，总人口3691人（2001年），人口密度264人/平方公里。